# Ermita de Sant Bartomeu (Vilafermosa)
L'ermita de Sant Bartomeu a Vilafermosa, a la comarca de l'Alt Millars a Castelló, és un lloc de culte declarat de manera genèrica Bé de Rellevància Local, en la categoria de Monument d'interès local L'ermita és a uns vuit quilòmetres del nucli de Vilafermosa.
És un dels santuaris més monumentals de la comarca de l'Alt Millars i possiblement un dels més populars. En l'actualitat la zona s'ha fet valdre i s'ha construït en els seus voltants cabanyes rurals, així com una àrea de lleure amb paellers, taules i bancs, aigua potable, etc.
El conjunt del santuari està format per diversos edificis a més de l'ermita pròpiament dita, com la casa de l'ermità i la hostatgeria que va ser convertida en hotel rural.

## Història
Se sap que l'any 1333 existia, en aquest lloc, un temple en honor de Sant Bartomeu. De fet, conta una llegenda que un pastor va trobar la imatge del Sant amagada entre els esbarzers, als quals es va apropar atret per una estranya resplendor. És per això que en el lloc de la troballa es va erigir una capella on es venerava la imatge trobada. Malgrat tot això, l'edifici actual data del segle xvii, les obres van començar el 1741 i es van acabar el 1775, la qual cosa queda testimoniat per inscripcions existents en la façana i en la part posterior de l'absis.
El músic valencià José Pradas Gallén hi va residir al final de la seva vida, i hi es enterrat al cementiri.

## Descripció
La casa de l'ermità està adossada a l'ermita, i al costat, es va construir l'hostatgeria damunt tres arcades. A més el conjunt es veu completat per una edificació exempta (destinada en el seu moment a cavallerisses i restaurades i condicionades actualment com a zona de lleure), que dona lloc a una plaça envoltada dels altres edificis del conjunt.
L'ermita presenta planta rectangular, i teulada a dues aigües, en la qual destaca en la capçalera de la planta una cúpula asseguda en un tambor poligonal, i rematada amb teules.
Externament presenta una façana sòbria, amb una porta d'accés, feta de taules de fusta, amb forma rectangular i de llinda amb dovelles de carreu. Sobre la llinda s'observa una fornícula avoltada, on se situa la imatge de Sant Bartomeu, titular de l'ermita. A més es pot observar, sobre aquesta fornícula, una finestra destinada a donar il·luminació al cor alt, que se situa just als peus de l'ermita, sobre la porta d'accés. Finalment, la façana es remata amb una espadanya per a dues campanes.
Respecte al seu interior, presenta una nau única de 27 metres de profunditat i 13 metres d'ample, amb el sòl de rajoles blanques i negres, que s'alternen en forma de tauler d'escacs. La nau es cobreix amb una volta, que queda interrompuda en la capçalera, on se situa el presbiteri, en la qual s'eleva la cúpula que es contempla externament. Presenta una sòbria decoració en blanc i daurat amb cornises i motllures discretes. La nau es divideix en crugies mitjançant columnes, quatre per lateral, entre les quals s'obren unes petites capelles que albergaven altars barrocs i pintures del segle xv, en l'actualitat, les que es van salvar dels danys que l'ermita va sofrir durant la Guerra Civil Espanyola, es conserven més protegits avui en dia a l'Església de la Nativitat de Vilafermosa, igual que es va fer amb una sèrie de taules gòtiques del segle xiv en estil italianitzant. Aquestes retaules eren a la parròquia fins 1782 quan van començar les obres de la nova església, es van traslladar a l'ermita. L'autor de les taules encara no és identificat amb unanimitat entre els experts.
La remarcable imatge de Sant Esteve, datada del segle xiii, és una de les més antigues de la Comunitat Valenciana. A l'ermita s'en exposa una rèplica, i l'original es conserva, protegit, a l'església parroquial de Vilafermosa.
Les festes de Sant Bartomeu se celebren el 24 d'agost, organitzant-se un romiatge a l'ermita des de l'església del poble amb la imatge del sant titular. En l'ermita s'oficia una celebració eucarística, passant-se la resta del dia a la zona dels voltants. Actes similars es fan el 3 de febrer, per a festejar a Sant Blas.